# Giuseppe Ceccarelli
Giuseppe Ceccarelli, bekannt unter dem Synonym Ceccarius, (* 26. Januar 1889 in Rom; † 17. Februar 1972 ebendort) war ein italienischer Journalist. Er war ein bedeutender Kenner der römischen Kultur und der volkstümlichen Traditionen und gehörte zu den Gründern der Gruppo dei Romanisti.

## Leben

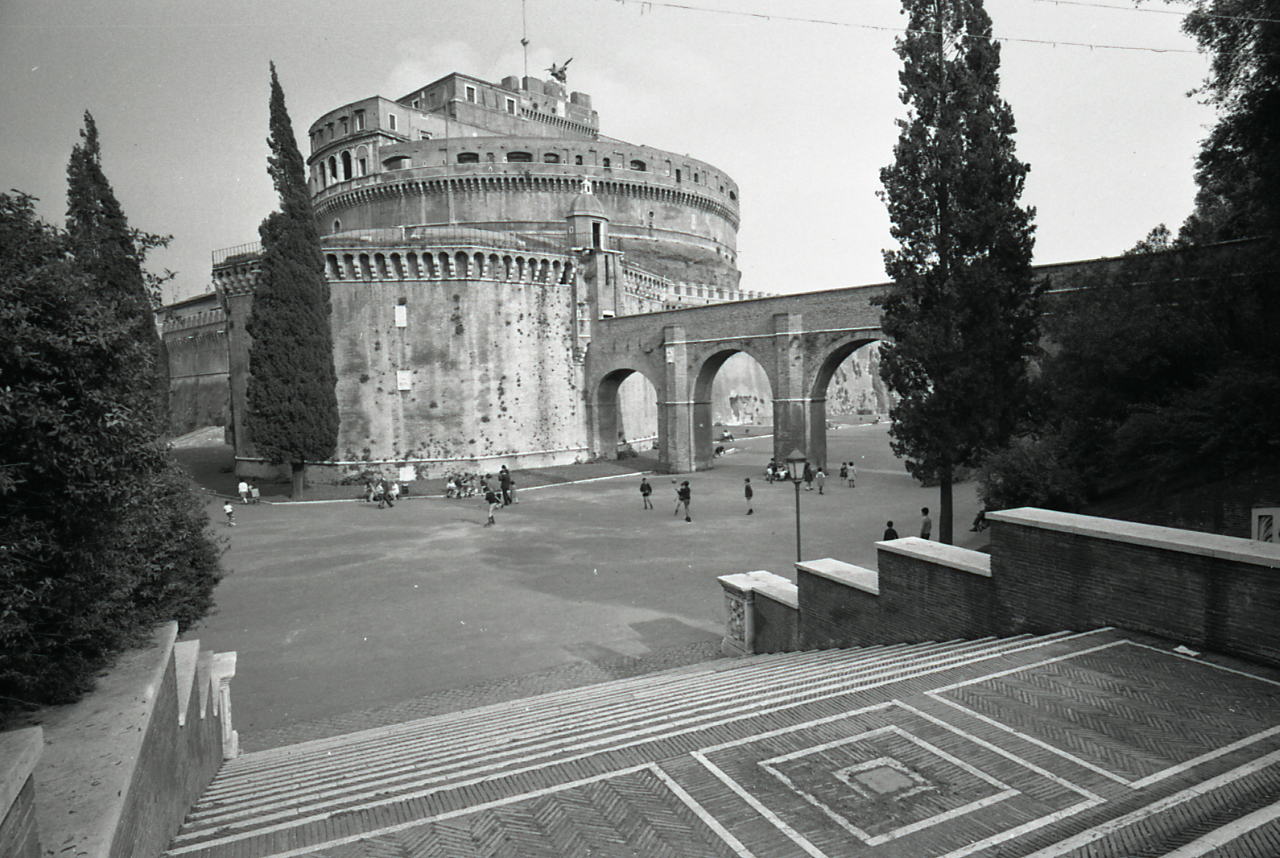
Engelsburg um 1966

Er wurde am 26. Januar 1889 als Sohn von Eugenio und Clelia Raffaelli in Rom geboren und besuchte von 1904 bis 1909 das Gymnasium E. Q. Visconti. Nach Ausbruch des 1. Weltkrieges wurde er als Infanterieoffizier an der Front eingesetzt. Er geriet in Gefangenschaft und wurde in das Lager Mauthausen deportiert, wo er Carlo Emilio Gadda und Bonaventura Tecchi kennenlernte. Nach seiner Rückkehr nach Rom befand er sich in finanziellen Schwierigkeiten, die Firma seines Vaters war in Konkurs gegangen, und nahm eine Anstellung bei der Firma Ilva an. Dort machte er eine glänzende Karriere, war für die Öffentlichkeitsarbeit und als Redaktionsmitglied für die Zeitschrift Noi dell’Ilva verantwortlich.
Seit 1919 war er als Publizist tätig. In der Nachkriegszeit begann sein Interesse an der Geschichte und der Tradition Roms, so entstand die Gruppo dei Romanisti. Vom Faschismus bestand der Wunsch „eine Wiedergeburt des römischen und lateinischen Geistes in Italien und im Ausland“ zu fördern. Das Ergebnis war die Gründung des Istituto nazionale di studi romani. Ceccarelli war einer der Mitbegründer und von 1925 bis 1944 Mitglied des Verwaltungsausschusses. Nach dem Krieg erhielt es ein neues Statut mit einem akademischen Gremium aus ordentlichen und korrespondierenden Mitgliedern. Ceccarelli wurde 1952 zum ordentlichen Mitglied ernannt und von 1961 bis 1970 war er schließlich Mitglied des Verwaltungsrats.
Er war Direktor der Zeitschrift L’Urbe, Freund und Mitarbeiter von Giuseppe Bottai, Gouverneur von Rom und Minister für Volksbildung (Ministero dell’educazione nazionale). Er veröffentlichte unter dem Pseudonym Ceccarius eine lange Reihe von Artikeln über die Geschichte, die Traditionen, die Bräuche und die kulturellen Ereignisse seiner Stadt in den Zeitungen Il Tempo, La Tribuna und zahlreichen Zeitschriften: Capitolium, L’Illustrazione italiana, Nuova Antologia, Strenna dei Romanisti, Studi romani, L’Urbe. Er war u. a. Autor der bedeutenden Bibliografia romana. Von 1958 bis zu seinem Rücktritt aus gesundheitlichen Gründen im Jahr 1970 war er Mitglied des Rotary Clubs Rom. In Anerkennung seiner Aktivitäten und Beiträge wurde er einstimmig zum Ehrenmitglied ernannt.
Er starb 1972 im Alter von 82 Jahren in seiner Heimatstadt. Im selben Jahr kaufte das Bildungsministerium seine Bibliothek und sein Archiv mit wichtigen Dokumenten über die Kultur der Hauptstadt im 19. und 20. Jahrhundert und schenkte sie der Biblioteca Nazionale Centrale di Roma.
Eine Straße in den Gärten der Engelsburg im Stadtteil Borgo ist seinem Andenken gewidmet.

## Publikationen (Auswahl)
- Il marchese del Grillo, Albano Laziale, Fratelli Strini, 1928
- Osterie romane, Vorwort von Giuseppe Bottai, Mailand, Ceschina, 1937
- Bibliografia romana, veröffentlicht:

für die Jahre 1942 bis 1948, in Anhang von Strenna dei Romanisti
fünf Bände, von 1949 bis 1953, Verlag: Staderini, Rom
drei Bände, von 1954 bis 1956–57, Verlag: Istituto di Studi Romani, Rom
- Sammlung Grandi famiglie romane, Istituto di Studi Romani, Rom:

I Sacchetti, 1946
I Braschi, 1949
I Massimo, 1954
- Letture romane. Antologia di curiosità, personaggi e avvenimenti della città, Rom, Fratelli Palombi, 1989. ISBN 88-7621-848-3